# 吉澤百那
吉澤 百那（よしざわ　もな、1992年9月29日 - ）は、日本のDJ・歌手・ダンサー・モデル 。女性5人組のDJ&ダンスヴォーカルユニットCaratの元メンバー。DJを担当していた。福井県出身。ユニオンエンタテインメント所属。

## 略歴
2011年3月、北陸高等学校卒業。
2012年8月、GLAY全国ツアー「HOTEL GLAY」のバックダンサーとして出演。2012年11月9日より、Debut Single『恋Indirect』でCaratとしてCDデビュー。Carat以外ではモデルやクラブDJとしての活動や、2015年4月7日よりZIP-FMにて、「Carat Night」のパーソナリティー担当もした。
2015年4月1日にはフォーライフミュージックエンタテイメントよりメジャーデビューを果たした。
Caratは2019年12月31日に解散をした。

## 出演
- 2012年8月、GLAY全国ツアー「HOTEL GLAY」バックダンサー出演
- 2013年10月、duo　MUSIC EXCHANGE「GYZA HALLOWEEN TOKYO 2013 powered byFURYU CORPORATION」モデル出演
- 2013年11月、RLounge「upcosme night」DJ・モデル出演
- 2013年12月、STARNITE「STARNITE Xmas Party -寂しくなんかないNight-」DJ出演
- 2013年6月、「SPC STYLING COLLECTION」モデル出演
- 2014年1月、表参道GALLERY「Tokyo Night ～2014.Halloween.Night～」DJ出演
- 2014年1月、Lounge Neo「DiS -Live Five Special-」DJ出演
- 2014年1月、STARNITE「MOVEMENT vol.2」DJ出演
- 2014年11月、STARNITE「 FUTUREBOYZ "TOKYO STYLE" RELEASE PARTY in CHIBA 」DJ出演
- 2014年12月、STARNITE「TOKYO ALL MIX PARTY ハナライフ千葉 -2014デイスペシャル-」DJ出演
- 2014年12月、青山fai「 double A-side 」DJ出演
- 2014年12月～2015年5月、ニコニコ生放送「UNION TIMES」レギュラー出演
- 2014年3月、STARNITE「UGT RUMP in starNight」DJ出演
- 2014年3月、「名古屋オートトレンド2014」イメージガール
- 2014年5月、STARNITE CLUB ＆LIVEHOUSE「ペンギンNIGHT」ライブ出演(DJ)
- 2014年5月、千葉市中央公園「ミフターハVol.4　ミュージック×ダンス×プロレス　特別野外公演」DJ出演
- 2014年5月、フリュー「GYZA」Webイメージモデル出演
- 2014年6月、STARNITE「 MOVEMENT vol.2.5 」DJ出演
- 2014年7月、千葉STRANITE「CANDY VOL.2 SUPPORTED BY UNION ENTERTAINMENT」ライブ出演
- 2014年7月、ViVi読者モデル出演
- 2015年10月、マハラジャ六本木「MAHARAJA　HALLOWEEN　PARTY」DJ出演
- 2015年10月、恵比寿BATICA「EBISU HALLOWEEN 2015 #エビハロ」DJ出演
- 2015年2月、STARNITE「STARNITE12周年～EDM　EDITION～」ゲスト出演
- 2015年3月、マハラジャ六本木「マハラジャ六本木 桜まつり」DJ出演
- 2015年4月、MAHARAJA OSAKA「Casual Night」DJ出演
- 2015年4月～、ZIP-FM「Carat Night」パーソナリティー
- 2015年4月、マハラジャ「GLOBAL MIX」DJ出演
- 2015年5月、新宿AXXCIS NEON LOVER「新宿AXXCIS NEON LOVER」DJ出演
- 2015年5月、マハラジャ東京「GLOBAL MIX」DJ出演
- 2015年5月、STARNITE「BITTER 3rd ANNIVERSARY × STARNITE」DJ出演
- 2015年5月、STARNITE「CRAZE NIGHT」DJ出演
- 2015年6月、ラグーナビーチ「STARLIGHT RUN 2015」DJ出演
- 2015年6月、マハラジャ六本木「GLOBAL MIX」DJ出演
- 2015年7月、STARNITE「CRAZE NIGHT ～ビキニ・サマー・パーティー～」DJ出演
- 2015年7月、南千葉リゾートスタジオ「SUN FESTIVAL」DJ出演
- 2015年8月、横浜・象の鼻桟橋　rose「Heartbeat in 夏クル2015」DJ出演
- 2015年8月、新木場ageHa「♯PARTY＿UP!＠ageha island」DJ出演
- 2015年8月、マハラジャ大阪「音姫祭（DJ　女子祭）」DJ出演
- 2015年9月、マハラジャ六本木「GLOBAL MIX」DJ出演